# Persea costata
Persea costata är en lagerväxtart som beskrevs av Carl Daniel Friedrich Meisner. Persea costata ingår i släktet avokador, och familjen lagerväxter. Inga underarter finns listade i Catalogue of Life.